# Colombiaans voetbalelftal in 2011
Het Colombiaans voetbalelftal speelde in totaal dertien officiële interlands in het jaar 2011, waaronder drie duels in de kwalificatiereeks voor het WK voetbal 2014 in Brazilië. De ploeg stond onder leiding van Hernán Darío Gómez , die in september plaatsmaakte voor oud-international Leonel Álvarez. Die had de ploeg slechts drie duels onder zijn hoede. Op de in 1993 geïntroduceerde FIFA-wereldranglijst steeg Colombia in 2011 van de 48ste (januari 2011) naar de 36ste plaats (december 2011).

## Balans
| Wedstrijden | Wedstrijden | Wedstrijden | Wedstrijden | Doelpunten | Doelpunten | Doelpunten | Punten |
| Gespeeld    | Winst       | Gelijk      | Verlies     | Voor       | Tegen      | Saldo      | Punten |
| ----------- | ----------- | ----------- | ----------- | ---------- | ---------- | ---------- | ------ |
| 13          | 7           | 2           | 4           | 15         | 9          | +6         | 1.230  |

## Interlands
|                                                                 |                 |       |          |                                                                                            |
| 9 februari Vriendschappelijk № 472 «onderlinge duels» 21:30 uur | Spanje          | 1 – 0 | Colombia | Estadio Santiago Bernabéu, Madrid Toeschouwers: 70.000 Scheidsrechter: Richard Trutz (SVK) |
| 9 februari Vriendschappelijk № 472 «onderlinge duels» 21:30 uur | David Silva 86' |       |          | Estadio Santiago Bernabéu, Madrid Toeschouwers: 70.000 Scheidsrechter: Richard Trutz (SVK) |

|                                                               |                                     |       |         |                                                                                           |
| 26 maart Vriendschappelijk № 473 «onderlinge duels» 18:00 uur | Colombia                            | 2 – 0 | Ecuador | Estadio Vicente Calderón, Madrid Toeschouwers: 15.000 Scheidsrechter: Antonio Mateu (ESP) |
| 26 maart Vriendschappelijk № 473 «onderlinge duels» 18:00 uur | Fredy Guarín 24' Radamel Falcao 74' |       |         | Estadio Vicente Calderón, Madrid Toeschouwers: 15.000 Scheidsrechter: Antonio Mateu (ESP) |

|                                                               |          |                                         |       |                                                                                  |
| 29 maart Vriendschappelijk № 474 «onderlinge duels» 20:40 uur | Colombia | 0 – 2                                   | Chili | Kyocera Stadion, Den Haag Toeschouwers: 15.000 Scheidsrechter: Pieter Vink (NED) |
| 29 maart Vriendschappelijk № 474 «onderlinge duels» 20:40 uur |          | 7' Matías Fernández 31' Jean Beausejour |       | Kyocera Stadion, Den Haag Toeschouwers: 15.000 Scheidsrechter: Pieter Vink (NED) |

|                                                    |                                       |       |         |                                                                                           |
| 25 juni Vriendschappelijk № 475 «onderlinge duels» | Colombia                              | 2 – 0 | Senegal | Estadio Atanasio Girardot, Medellín Toeschouwers: 15.000 Scheidsrechter: Diego Lara (ECU) |
| 25 juni Vriendschappelijk № 475 «onderlinge duels» | Abel Aguilar 16' Jackson Martínez 41' |       |         | Estadio Atanasio Girardot, Medellín Toeschouwers: 15.000 Scheidsrechter: Diego Lara (ECU) |

| Copa América |
| ------------ |

|                                                                |                  |       |            | |
| 2 juli Copa América Groep A № 476 «onderlinge duels» 15:30 uur | Colombia         | 1 – 0 | Costa Rica | Estadio 23 de Agosto, San Salvador de Jujuy Toeschouwers: 23.500 Scheidsrechter: Enrique Osses (CHI) |
| 2 juli Copa América Groep A № 476 «onderlinge duels» 15:30 uur | Adrián Ramos 45' |       |            | Estadio 23 de Agosto, San Salvador de Jujuy Toeschouwers: 23.500 Scheidsrechter: Enrique Osses (CHI) |

|                                                                |            |       |          |                                                                                               |
| 6 juli Copa América Groep A № 477 «onderlinge duels» 21:45 uur | Argentinië | 0 – 0 | Colombia | Estadio Estanislao López, Santa Fe Toeschouwers: 47.000 Scheidsrechter: Sálvio Fagundes (BRA) |
| 6 juli Copa América Groep A № 477 «onderlinge duels» 21:45 uur |            |       |          | Estadio Estanislao López, Santa Fe Toeschouwers: 47.000 Scheidsrechter: Sálvio Fagundes (BRA) |

|                                                                 |                                              |       |         |                                                                                                |
| 10 juli Copa América Groep A № 478 «onderlinge duels» 16:00 uur | Colombia                                     | 2 – 0 | Bolivia | Estadio Estanislao López, Santa Fe Toeschouwers: 12.000 Scheidsrechter: Francisco Chacón (MEX) |
| 10 juli Copa América Groep A № 478 «onderlinge duels» 16:00 uur | Radamel Falcao 14' Radamel Falcao 28' (pen.) |       |         | Estadio Estanislao López, Santa Fe Toeschouwers: 12.000 Scheidsrechter: Francisco Chacón (MEX) |

|                                                                     |          |                                             |      |                                                                                                   |
| 16 juli Copa América Kwartfinale № 479 «onderlinge duels» 16:00 uur | Colombia | 0 – 2                                       | Peru | Estadio Mario Alberto Kempes, Córdoba Toeschouwers: 40.000 Scheidsrechter: Francisco Chacón (MEX) |
| 16 juli Copa América Kwartfinale № 479 «onderlinge duels» 16:00 uur |          | 101' Carlos Lobatón 111' Juan Manuel Vargas |      | Estadio Mario Alberto Kempes, Córdoba Toeschouwers: 40.000 Scheidsrechter: Francisco Chacón (MEX) |

|  |  |  |  |  |  |  |  |  |

|                                                        |          |                                                    |          |                                                                                    |
| 4 september Vriendschappelijk № 480 «onderlinge duels» | Honduras | 0 – 2                                              | Colombia | Red Bull Arena, Harrison Toeschouwers: 15.000 Scheidsrechter: Jorge Gonzalez (USA) |
| 4 september Vriendschappelijk № 480 «onderlinge duels» |          | 25' (pen.) Teófilo Gutiérrez 72' Teófilo Gutiérrez |          | Red Bull Arena, Harrison Toeschouwers: 15.000 Scheidsrechter: Jorge Gonzalez (USA) |

|                                                        |         |                                            |          |                                                                                             |
| 6 september Vriendschappelijk № 481 «onderlinge duels» | Jamaica | 0 – 2                                      | Colombia | Lockhart Stadium, Fort Lauderdale Toeschouwers: 8.000 Scheidsrechter: Donald Dellavia (USA) |
| 6 september Vriendschappelijk № 481 «onderlinge duels» |         | 54' Teófilo Gutiérrez 90' Jackson Martínez |          | Lockhart Stadium, Fort Lauderdale Toeschouwers: 8.000 Scheidsrechter: Donald Dellavia (USA) |

|                                                     |                   |       |                                     |                                                                                           |
| 11 oktober WK-kwalificatie № 482 «onderlinge duels» | Bolivia           | 1 – 2 | Colombia                            | Estadio Hernando Siles, La Paz Toeschouwers: 33.155 Scheidsrechter: Carlos Amarilla (PAR) |
| 11 oktober WK-kwalificatie № 482 «onderlinge duels» | Walter Flores 84' |       | 48' Dorlan Pabón 90' Radamel Falcao | Estadio Hernando Siles, La Paz Toeschouwers: 33.155 Scheidsrechter: Carlos Amarilla (PAR) |

|                                                                |                  |       |                     |                                                                                           |
| 11 november WK-kwalificatie № 483 «onderlinge duels» 21:00 uur | Colombia         | 1 – 1 | Venezuela           | Estadio Metropolitano, Barranquilla Toeschouwers: 49.612 Scheidsrechter: Omar Ponce (ECU) |
| 11 november WK-kwalificatie № 483 «onderlinge duels» 21:00 uur | Fredy Guarín 11' |       | 79' Frank Feltscher | Estadio Metropolitano, Barranquilla Toeschouwers: 49.612 Scheidsrechter: Omar Ponce (ECU) |

|                                                                |                  |       |                                 |                                                                                                |
| 15 november WK-kwalificatie № 484 «onderlinge duels» 21:00 uur | Colombia         | 1 – 2 | Argentinië                      | Estadio Metropolitano, Barranquilla Toeschouwers: 49.600 Scheidsrechter: Sálvio Fagundes (BRA) |
| 15 november WK-kwalificatie № 484 «onderlinge duels» 21:00 uur | Dorlan Pabón 44' |       | 60' Lionel Messi 84' Kun Agüero | Estadio Metropolitano, Barranquilla Toeschouwers: 49.600 Scheidsrechter: Sálvio Fagundes (BRA) |

## FIFA-wereldranglijst
| JAN | FEB | MAR | APR | MEI | JUN | JUL | AUG | SEP | OKT | NOV | DEC |
| --- | --- | --- | --- | --- | --- | --- | --- | --- | --- | --- | --- |
| 48  | 50  | 50  | 49  | 50  | 54  | 35  | 35  | 32  | 30  | 36  | 36  |

## Statistieken
| David Ospina           | 1988-08-31 | OGC Nice               | 9  | 0 | 0 | 24 | 0  |
| Neco Martínez          | 1982-07-11 | Once Caldas            | 4  | 0 | 0 | 8  | 1  |
| Verdediging            |            |                        |    |   |   |    |    |
| Luis Amaranto Perea    | 1979-01-30 | Atlético Madrid        | 11 | 1 | 0 | 62 | 0  |
| Mario Yepes            | 1976-01-13 | AC Milan               | 8  | 0 | 0 | 82 | 4  |
| Aquivaldo Mosquera     | 1981-06-22 | Club América           | 6  | 1 | 0 | 25 | 1  |
| Cristián Zapata        | 1986-09-30 | Villarreal CF          | 1  | 0 | 0 | 15 | 0  |
| Middenveld             |            |                        |    |   |   |    |    |
| Pablo Armero           | 1986-11-02 | Udinese Calcio         | 12 | 0 | 0 | 30 | 0  |
| Juan Camilo Zúñiga     | 1985-12-14 | SSC Napoli             | 13 | 0 | 0 | 39 | 0  |
| Fredy Guarín           | 1986-06-30 | Inter Milaan           | 12 | 0 | 2 | 37 | 2  |
| Abel Aguilar           | 1985-01-06 | Hércules CF            | 11 | 0 | 1 | 24 | 1  |
| Carlos Sánchez         | 1986-02-06 | Valenciennes FC        | 9  | 1 | 0 | 25 | 0  |
| Gustavo Bolívar        | 1985-04-16 | Deportes Tolima        | 3  | 2 | 0 | 5  | 0  |
| Elkin Soto             | 1980-08-04 | 1. FSV Mainz 05        | 1  | 3 | 0 | 20 | 6  |
| Cristian Marrugo       | 1985-07-18 | Deportes Tolima        | 1  | 2 | 0 | 10 | 0  |
| Yulián Anchico         | 1984-05-28 | Independiente Santa Fe | 1  | 1 | 0 | 31 | 1  |
| Giovanni Moreno        | 1986-07-01 | Racing Club            | 1  | 0 | 0 | 14 | 3  |
| Juan Valencia          | 1984-07-25 | Academia FC            | 1  | 0 | 0 | 1  | 0  |
| Juan Cuadrado          | 1988-05-26 | US Lecce               | 0  | 4 | 0 | 8  | 1  |
| Diego Arias            | 1985-06-15 | PAOK Thessaloniki      | 0  | 1 | 0 | 1  | 0  |
| Diego Chará            | 1986-04-05 | Portland Timbers       | 0  | 1 | 0 | 2  | 0  |
| Jhon Valencia          | 1982-03-27 | Atlético Nacional      | 0  | 1 | 0 | 6  | 0  |
| Aanval                 |            |                        |    |   |   |    |    |
| Dayro Moreno           | 1985-09-16 | Club Tijuana           | 9  | 3 | 0 | 27 | 0  |
| Adrián Ramos           | 1986-01-22 | Hertha BSC             | 9  | 1 | 1 | 23 | 2  |
| Radamel Falcao         | 1986-02-10 | Atlético Madrid        | 6  | 3 | 4 | 35 | 10 |
| Teófilo Gutiérrez      | 1985-05-27 | Racing Club            | 4  | 3 | 3 | 15 | 5  |
| Dorlan Pabón           | 1988-01-24 | Atlético Nacional      | 3  | 0 | 2 | 11 | 2  |
| Jackson Martínez       | 1986-10-03 | Jaguares de Chiapas    | 3  | 2 | 2 | 12 | 5  |
| James Rodríguez        | 1991-07-12 | FC Porto               | 3  | 0 | 0 | 3  | 0  |
| Hugo Rodallega         | 1985-07-25 | Wigan Athletic         | 1  | 8 | 0 | 44 | 8  |
| Víctor Montaño         | 1984-05-01 | Stade Rennais          | 1  | 0 | 0 | 1  | 0  |
| Carlos Darwin Quintero | 1987-09-19 | Santos Laguna          | 0  | 2 | 0 | 13 | 1  |
| Carlos Carbonero       | 1990-07-25 | Estudiantes La Plata   | 0  | 1 | 0 | 1  | 0  |

Colfútbol · A-internationals · Selecties · Statistieken · Bondscoaches · Colombiaans vrouwenelftal · Olympisch elftal · Colombia U20 · Colombia U17
1938 – 1949 ·
1950 – 1959 ·
1960 – 1969 ·
1970 – 1979 ·
1980 – 1989 ·
1990 – 1999 ·
2000 – 2009 ·
2010 – 2019 ·
2020 – 2029
WK 1962 · 
WK 1990 · 
WK 1994 · 
WK 1998 · 
WK 2014 · 
WK 2018
OS 1968 · 
OS 1972 · 
OS 1980 · 
OS 1992 · 
OS 2016
1938 · 
1939 · 1940 · 1941 · 1942 · 1943 · 1944 · 
1946 · 
1947 · 
1948 · 
1949 · 
1950 · 1951 · 1952 · 1953 · 1954 · 1955 · 1956 · 
1957 · 
1958 · 1959 · 1960 · 
1961 · 
1962 · 
1963 · 
1964 · 
1965 · 
1966 · 
1967 · 
1968 · 
1969 · 
1970 · 
1971 · 
1972 · 
1973 · 
1974 · 
1975 · 
1976 · 
1977 · 
1978 · 
1979 · 
1980 · 
1981 · 
1982 · 
1983 · 
1984 · 
1985 · 
1986 · 
1987 · 
1988 · 
1989 · 
1990 ·
1991 · 
1992 · 
1993 · 
1994 · 
1995 · 
1996 · 
1997 · 
1998 · 
1999 · 
2000 · 
2001 · 
2002 · 
2003 · 
2004 · 
2005 · 
2006 · 
2007 · 
2008 · 
2009 · 
2010 · 
2011 · 
2012 · 
2013 · 
2014 · 
2015 · 
2016 · 
2017 ·
2018 ·
2019 ·
2020 ·
2021
Algerije ·
Argentinië ·
Australië ·
Bahrein ·
België ·
Bolivia · 
Brazilië ·
Canada ·
Chili ·
China · 
Costa Rica ·
Cuba ·
DDR ·
Duitsland ·
Ecuador ·
Egypte ·
El Salvador ·
Engeland ·
Finland ·
Frankrijk ·
Griekenland ·
Guatemala · 
Haïti ·
Honduras ·
Hongarije ·
Hongkong ·
Ierland ·
Irak ·
Israël ·
Ivoorkust ·
Jamaica ·
Japan ·
Joegoslavië ·
Jordanië ·
Kameroen ·
Koeweit · 
Liberia · 
Marokko ·
Mexico ·
Montenegro ·
Nederland ·
Nederlandse Antillen ·
Nicaragua ·
Nieuw-Zeeland · 
Nigeria ·
Noord-Ierland ·
Noorwegen ·
Panama ·
Paraguay ·
Peru ·
Polen ·
Puerto Rico ·
Qatar ·
Roemenië ·
Saoedi-Arabië ·
Schotland ·
Senegal ·
Servië ·
Slovenië ·
Slowakije ·
Sovjet-Unie ·
Spanje ·
Trinidad en Tobago ·
Tsjecho-Slowakije ·
Tunesië · 
Turkije · 
Uruguay ·
Venezuela ·
Verenigde Arabische Emiraten · 
Verenigde Staten ·
Zuid-Afrika ·
Zuid-Korea ·
Zweden ·
Zwitserland
Brazilië (2014) ·
Engeland (2018) ·
Griekenland (2014) ·
Ivoorkust (2014) ·
Japan (2014) ·
Japan (2018) ·
Polen (2018) ·
Senegal (2018) ·
Uruguay (2014)